# Podziemna Trasa Turystyczna w Bystrzycy Kłodzkiej

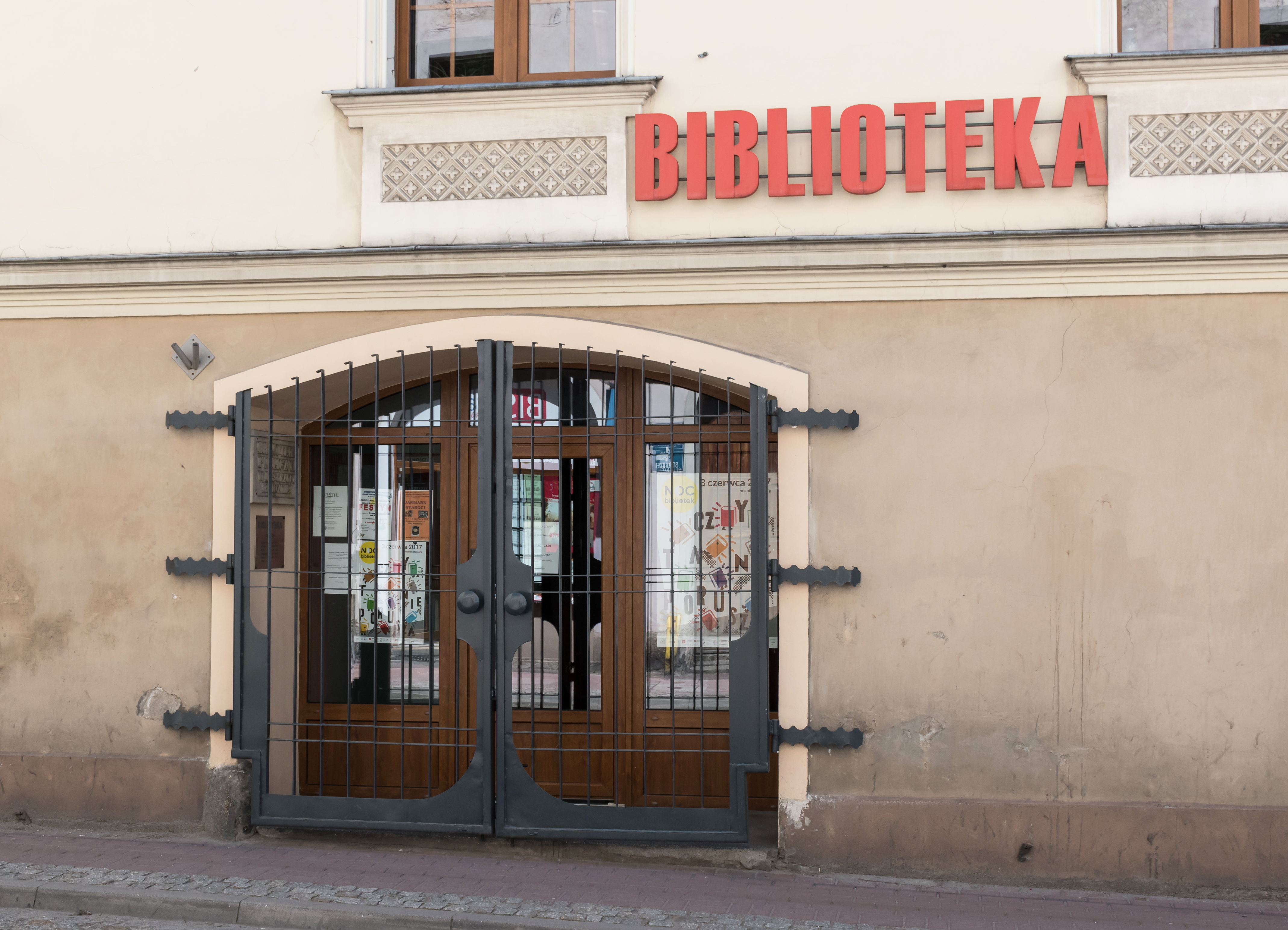
Wejście do Biblioteki Publicznej w Bystrzycy Kłodzkiej

Podziemna Trasa Turystyczna w Bystrzycy Kłodzkiej – nieczynna obecnie podziemna trasa turystyczna, znajdująca się w Bystrzycy Kłodzkiej. Obiekt był udostępniony dla ruchu turystycznego w latach 2002-2005.
Pierwszą z podziemnych komór odkryto w Bystrzycy Kłodzkiej w 2000 roku. W ciągu kolejnych dwóch lat odkryto piętnaście komór, w których urządzono podziemną trasę turystyczną, biegnącą poprzez dawne pomieszczenia więzienne oraz lochy. Otwarcie trasy miało miejsce we wrześniu 2002 roku, w ramach festynu średniowiecznego. Po trzech latach eksploatacji, z uwagi na zamakanie oraz niszczenie komór, trasa została zamknięta. Obecnie bystrzyckie podziemia udostępnianie są wyłącznie za pozwoleniem burmistrza miasta.
Aktualnie do zwiedzania udostępnione zostały dwie komory, połączone tunelem. Mieszczą się one pod budynkiem Biblioteki Publicznej (wejście od ul. Okrzei). Wstęp odbywa się w godzinach pracy biblioteki i jest bezpłatny.